# Mahadewa (Morang)
Mahadewa – gaun wikas samiti we wschodniej części Nepalu w strefie Kośi w dystrykcie Morang. Według nepalskiego spisu powszechnego z 2001 roku liczył on 897 gospodarstw domowych i 4499 mieszkańców (2252 kobiet i 2247 mężczyzn).